# Jonc (bijou)
Un jonc en bijouterie est un ornement circulaire rigide, c’est-à-dire un anneau le plus souvent en métal et dont le diamètre de la section est à peu près constant.
Il peut désigner à la fois une bague ou un bracelet et peut être complet ou ouvert. Il est rigide et sans fermoir,.

## Bague

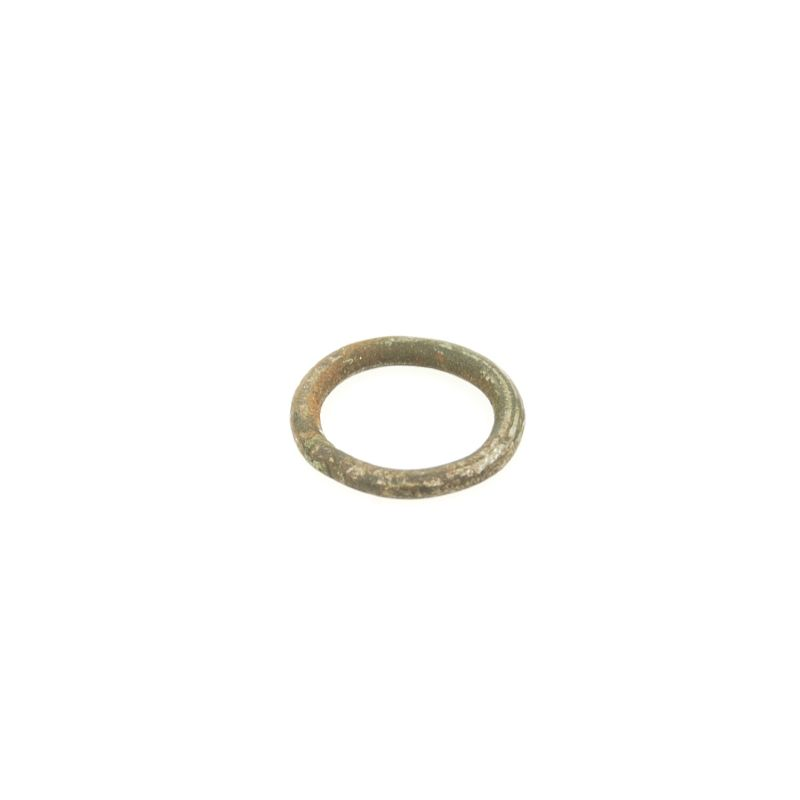
Collection du TROPENMUSEUM (Amsterdam)

Dans le cas d'une bague, le jonc est aussi appelé anneau, porté aussi bien par les hommes que par les femmes. Au Canada, il a donné naissance à une tradition, le « jonc de l'ingénieur », porté à l'auriculaire.

## Bracelet

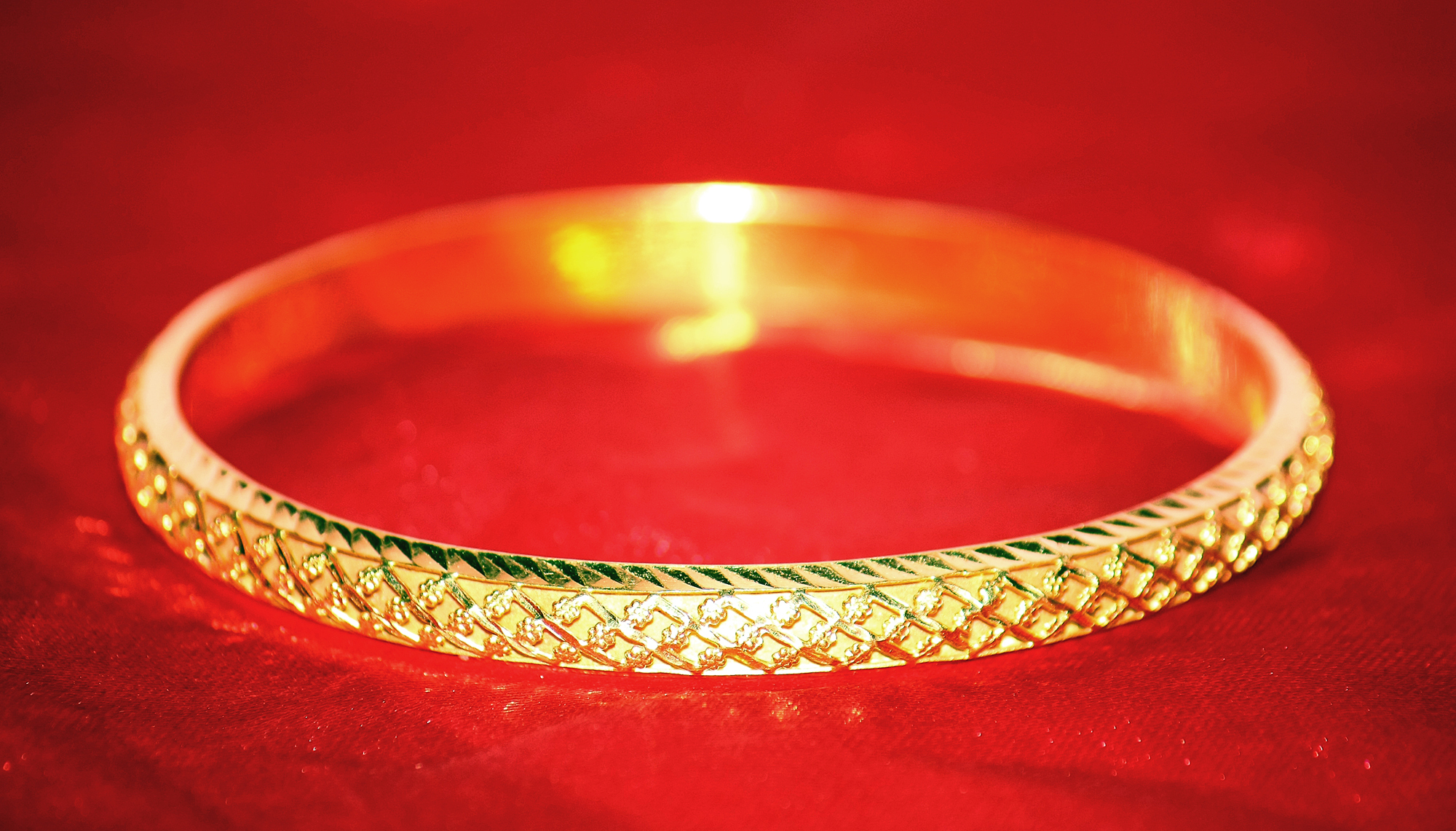
Bracelet en or

Dans le cas d'un bracelet, le jonc est fortement lié à la tradition des bijoux. Originaire de la région indienne, porté depuis des milliers d'années, il a traversé les âges,.

### Symbolique
En Europe, le bracelet a servi à identifier les esclaves qui travaillaient sans chaîne. À cause de cela, le bracelet jonc est parfois associé par glissement antithétique à la liberté.